# کرسی (ستاره)
بتا جوی یک ستاره است که در صورت فلکی جوی قرار دارد.